# Дубриничи
Дубри́ничи (укр. Дубриничі) — село в Ужгородском районе Закарпатской области Украины. Административный центр Дубриничско-Малоберезнянской сельской общины.
Население по переписи 2001 года составляло 2154 человека. Почтовый индекс — 89210. Телефонный код — 53.

## Известные уроженцы
- Мирослав Степанович Чайковский (1927—1995) — заслуженный врач Украины, заслуженный деятель культуры Украины, почётный гражданин города Свалява.